# Irina Kalimbet
Irina Vladímirovna Kalimbet –en ruso, Ирина Владимировна Калимбет– (Kiev, URSS, 29 de febrero de 1968) es una deportista soviética que compitió en remo.
Participó en los Juegos Olímpicos de Seúl 1988, obteniendo una medalla de plata en la prueba de cuatro scull. Ganó dos medallas en el Campeonato Mundial de Remo, en los años 1987 y 1989.
En 1988 fue condecorada con la Medalla de la Distinción Laboral.

## Palmarés internacional
| Juegos Olímpicos   | Juegos Olímpicos       | Juegos Olímpicos  | Juegos Olímpicos |
| Año                | Lugar                  | Medalla           | Prueba           |
| ------------------ | ---------------------- | ----------------- | ---------------- |
| 1988               | Seúl (Corea del Sur)   | Medalla de plata  | Cuatro scull     |
| Campeonato Mundial |                        |                   |                  |
| Año                | Lugar                  | Medalla           | Prueba           |
| 1987               | Copenhague (Dinamarca) | Medalla de bronce | Cuatro scull     |
| 1989               | Bled (Yugoslavia)      | Medalla de plata  | Cuatro scull     |